# 桑德羅·洛波波洛
桑德羅·洛波波洛（義大利語：Sandro Lopopolo，1939年12月18日—2014年4月26日），生于米兰，意大利轻量级拳击运动员。

## 生平
1960年夏季奥林匹克运动会拳击比赛中获得银牌。1961年至1973年中他参加大量职业比赛，并获得58胜、10负、7平的赛季。
2014年4月26日，他因呼吸道疾病去世，享年74岁。